# Schmerbachtal von Fürth und Hammelbach
Das Schmerbachtal von Fürth und Hammelbach ist ein Naturschutzgebiet im Odenwald auf dem Gebiet der  Gemeinden Grasellenbach und Fürth im Landkreis Bergstraße in Südhessen.

## Lage
Das Schmerbachtal von Fürth und Hammelbach besteht aus zwei benachbarten Teilflächen, die sich zwischen der Odenwälder Passhöhe Wegscheide und dem Ortsteil Gras-Ellenbach befinden, zwischen der B 460 und der Landesstraße L 3105. Das Gebiet gehört zum Naturraum „Wegscheidekamm“ des Sandsteinodenwalds. 
Das Schutzgebiet umfasst den bewaldeten Hochmoorbereich der kleinen Hirschwiese an der L 3105 (etwa ein Hektar) sowie die von Wald umgebene, brachgefallene Bachaue des Schmerbachs auf einer Länge von 900 Metern, die sich in nordöstlicher Richtung bis in den offenen Wiesenbereich nordwestlich von Ober-Hiltersklingen erstreckt. Der Bach wechselt von der Grasellenbacher in die Fürther Gemarkung und mündet später an der B 460 in den Streitbach, den linken Oberlauf des Marbachs; das Schutzgebiet verläuft genau entlang der Gemeindegrenze zum südlich gelegenen Mossautal (Odenwaldkreis), Gemarkung Hiltersklingen.
Das Schutzgebiet liegt im Geo-Naturpark Bergstraße-Odenwald.

## Naturschutzgebiet
Das Schmerbachtal von Fürth und Hammelbach mit einer Größe von insgesamt etwa 4,47 Hektar wurde am 13. September 1990 unter der Kennung 1431017 unter Naturschutz gestellt.
Ziel der Verordnung ist die Sicherung von Magerrasen- und Flachmoor-Pflanzengesellschaften, die ehemals im Sandsteinodenwald verbreitet waren. Dem Schutz unterliegt außerdem der Quellmoorbereich und der Erlenbruchwald im Schmerbachtal. Das Schutzgebiet soll extensiv genutzt werden, die noch vorhandenen Fichten entfernt werden.